# Adam Swinarski
Adam Swinarski herbu Poraj (1552-1628 (?)). – podwojewodzi poznański, cześnik kaliski w latach 1618–1626.
Poseł na sejm zwyczajny 1613 roku, sejm 1620 roku i sejm 1621 roku z województwa poznańskiego i kaliskiego. Poseł na sejm nadzwyczajny 1613 roku z Wielkopolski. Marszałek sejmiku województw poznańskiego i kaliskiego w grudniu 1625 roku. Poseł na sejm 1624 roku. Poseł województw poznańskiego i kaliskiego na sejm warszawski 1626 roku.
Z małżeństwa z Barbarą Hersztopską (1580-1656) miał syna Andrzeja, sekretarza królewskiego i dziekana poznańskiej kapituły katedralnej.